# Analytica posteriora
Die Analytica posteriora (von altgriechisch ἀναλύειν analýein, deutsch ‚auflösen‘, lateinisch posterius ‚das Spätere‘; griechisch Ἀναλυτικὰ ὕστερα Analytiká hýstera) sind die zweite Analytik des Aristoteles, die vierte Schrift des sog. Organon. In den Analytica posteriora führt Aristoteles seine Wissenschaftstheorie aus und entwickelt eine Theorie der Definition.

## Verbreitung
Im Mittelalter wurden sie erst durch die Übersetzung durch Jakob von Venedig um 1150 verbreitet, vorher hatte sie bereits Boethius ins Lateinische übersetzt. Sie gehörten damit zur Neuen Logik.

## Ausgaben
- Aristotelis Analytica Priora et Posteriora. Hrsg. von William David Ross und Lorenzo Minio-Paluello. (Oxford Classical Texts). Oxford University Press, Oxford 1964 (griechisch mit lateinischer Einleitung, mehrere Neuauflagen).